# وینتزویل (میزوری)
وینتزویل (به انگلیسی: Wentzville) شهری در شهرستان سنت چارلز ایالت میزوری است که جمعیت آن در سرشماری سال ۲۰۱۰ میلادی ۲۹٫۰۷ نفر بوده است.